# ماسارو کوروتسو
ماسارو کوروتسو (انگلیسی: Masaru Kurotsu؛ زادهٔ ۲۰ اوت ۱۹۸۲) بازیکن فوتبال اهل ژاپن است.
از باشگاه‌هایی که در آن بازی کرده‌است می‌توان به باشگاه فوتبال یوکوهاما و باشگاه فوتبال کاوازاکی فرونتال اشاره کرد.